# Protoaristenymphes bascharagensis
Protoaristenymphes bascharagensis là một loài côn trùng trong họ Mesochrysopidae thuộc bộ Neuroptera. Loài này được Nel & Henrotay miêu tả năm 1994.